# Dios Padre (Hidalgo)
Dios Padre es una localidad de México localizada en el municipio de Ixmiquilpan en el estado de Hidalgo.

## Geografía
Se encuentra en la región geográfica de la Valle del Mezquital. A la localidad le corresponden las coordenadas geográficas 20° 27’ 50.275” de latitud norte y 99° 11’ 50.269” de longitud oeste, con una altitud de 1720 m s. n. m. Cuenta con un clima seco semicálido.
En cuanto a fisiografía se encuentra en la provincia del Eje Neovolcánico, dentro de la subprovincia de Llanuras y Sierras de Querétaro e Hidalgo; su terreno es de lomerío. En lo que respecta a la hidrografía se encuentra posicionado en la región del Pánuco, dentro de la cuenca del río Moctezuma, en la subcuenca del río Tula.

## Demografía
En 2020 registró una población de 2321 personas, lo que corresponde al 2.35 % de la población municipal. De los cuales 1101 son hombres y 1220 son mujeres.
| Gráfica de evolución demográfica de Dios Padre entre 1910 y 2020 |
|                                                                  |
| Población registrada por los censos y conteos del INEGI.         |

## Economía
La localidad es conocida por sus balnearios y parques acuáticos.